# Рельсовая цепь

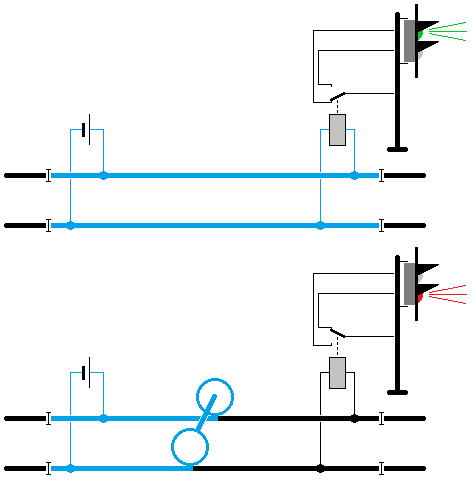
Очень упрощённая схема работы рельсовой цепи.
Ток от источника (слева) идёт по рельсовым нитям к путевому реле, управляющему светофором. В отсутствие подвижного состава на блок-участке путевое реле запитано и светофор показывает разрешающее показание. При коротком замыкании (шунтировании) рельсовой цепи колёсной парой подвижного состава сигнальный ток проходит через неё, а путевое реле обесточивается, переключая показание светофора на запрещающее

Рельсовая цепь представляет собой электрическую цепь, в которой имеется источник питания и нагрузка (путевое реле), а проводниками электрического тока служат рельсовые нити железнодорожного пути.

## Устройство и принцип действия
Рельсовые цепи служат для контроля свободного или занятого состояния участка пути на перегонах и станциях, контроля целостности рельсовых линий, передачи кодовых сигналов с путевых устройств на локомотив и между путевыми устройствами.

### Параметры рельсовых цепей
При передаче сигнального тока от источника питания к путевому реле часть энергии теряется за счёт падения напряжения на сопротивлении рельсовых нитей и утечек тока через сопротивление изоляции. Сопротивление изоляции рельсовой цепи зависит от типа балласта и шпал, их загрязнения, температуры и влажности окружающей среды, зазора между балластом и подошвами рельса и практически не изменяется при изменении частоты сигнального тока от 0 до 2000 Гц. Хорошими изоляционными свойствами обладают щебень и гравий, худшими — песок. Железобетонные шпалы имеют меньшее сопротивление по сравнению с деревянными, поэтому подошвы рельсов изолируются от них резиновыми прокладками. Установлена норма минимального удельного сопротивления изоляции для всех видов балласта — 1 Ом·км. В зимнее время сопротивление изоляции может достигать 100 Ом·км.
Удельное сопротивление рельсовой  цепи зависит от частоты сигнального тока и увеличивается от 0,5 Ом/км при частоте 25 Гц до 7,9 Ом/км при частоте 780 Гц. Для стабилизации сопротивления рельсовых нитей, состоящих из звеньев, скреплённых накладками, на токопроводящих стыках устанавливаются стыковые соединители.

### Виды рельсовых цепей
По принципу действия рельсовые цепи разделяются на нормально-замкнутые и нормально-разомкнутые. В нормально-замкнутых рельсовых цепях при свободном состоянии контролируемого участка путевое реле находится под током, контролируя свободность участка и исправность всех элементов. В нормально-разомкнутых рельсовых цепях при свободном состоянии контролируемого участка путевое реле находится в обесточенном состоянии. Преимуществами нормально-разомкнутых рельсовых цепей являются более высокое быстродействие при фиксации занятости контролируемого участка пути (так как реле быстрее притягивает якорь, чем отпускает) и меньший расход кабеля (поскольку питающий и релейный конец рельсовой цепи совмещены). Однако в нормально-разомкнутых рельсовых цепях не контролируется исправность элементов и целостность рельсовых нитей, поэтому они применяются только на сортировочных горках.
Существуют три основных режима работы нормально-замкнутых рельсовых цепей:
- нормальный — рельсовая цепь свободна от подвижного состава;
- шунтовой — хотя бы одна колёсная пара подвижного состава находится на рельсовой цепи;
- контрольный — нарушена целостность рельсовой цепи.

В нормальном режиме сигнальный ток протекает по рельсовым нитям от источника к путевому реле, фронтовые контакты которого замыкаются, чем фиксируют свободность контролируемого участка. В шунтовом режиме рельсовые нити замыкаются между собой через малое сопротивление колёсных пар, резко уменьшается сила тока, протекающего через путевое реле, которое размыкает фронтовые контакты и замыкает тыловые, чем фиксирует занятость контролируемого участка. В контрольном режиме ток через путевое реле уменьшается (но не до нуля, из-за распространения тока через балласт в обход места разрыва), в результате чего фиксируется занятость контролируемого участка.
Для питания рельсовых цепей может использоваться постоянный или переменный сигнальный ток. Рельсовые цепи постоянного тока применяются на участках с автономной тягой, переменного — на участках как с автономной, так и с электрической тягой.
Режим питания рельсовых цепей может быть:
- непрерывный — используется в рельсовых цепях, контролирующих станционные пути и стрелочные переводы; рельсовые цепи могут дополняться аппаратурой кодирования (при этом кодирование рельсовой цепи включается при определении её занятости);
- импульсный — применяется для питания рельсовых цепей постоянным током;
- кодовый — применяется в системах кодовой автоблокировки на перегонах.

В рельсовых цепях используются одноэлементные, двухэлементные, электронные и микропроцессорные путевые реле. Двухэлементные (фазочувствительные) реле имеют путевую обмотку, включенную в рельсовую цепь и местную обмотку. Срабатывание реле происходит при одинаковой частоте тока в путевой и местной обмотке и сдвиге фаз между ними на определённый угол. Достоинством фазочувствительных реле является надёжная защита от влияния тягового тока и других помех.
Для контроля занятости стрелочных переводов используются разветвлённые рельсовые цепи, которые могут иметь два или три путевых реле.

### Разделение смежных рельсовых цепей
Для разделения смежных рельсовых цепей на границах контролируемых участков устанавливаются изолирующие стыки. При повреждении (сходе) изолирующих стыков должно быть исключено влияние источника питания одной рельсовой цепи на путевое реле смежной цепи, путевые реле обеих цепей должны фиксировать ложную занятость. Для этого в рельсовых цепях с непрерывным питанием при использовании постоянного тока чередуется полярность источников питания смежных цепей, при использовании переменного тока — чередуются фазы. Контроль схода стыка в кодовых рельсовых цепях осуществляется схемным путём.
Тональные рельсовые цепи на перегонах работают без изолирующих стыков. Взаимные влияния исключаются применением на смежных участках сигналов с различными несущими частотами и частотами модуляции.

### Канализация обратного тягового тока
Обратный тяговый ток может пропускаться по одной нити рельсовой цепи (однониточные цепи) или по двум рельсовым нитям (двухниточные цепи). В двухниточных рельсовых цепях для пропуска тока в обход изолирующего стыка используются дроссель-трансформаторы. Возникающая вследствие неравенства сопротивления нитей или сопротивления изоляции асимметрия тягового тока оказывает неблагоприятное воздействие на работу АЛСН и не должна превышать 10 А. Однониточные рельсовые цепи проще двухниточных, так как в них отсутствуют дроссель-трансформаторы, но из-за неравномерности распределения тягового тока невозможна работа АЛСН, поэтому однониточные рельсовые цепи используются только на некодируемых станционных путях, парковых, деповских путях и в тупиках.